# تشابان العلياء (سقز)
قرية تشابان العلياء (بالكردية: چاپان سەروو) هي إحدى القرى التابعة لـإمام في ريف قسم زيويه من مقاطعة سقز، في محافظة كردستان الإيرانية.

## السكان
حسب إحصاءات سنة 2006، بلغ إجمالي السكان في تشابان العلياء 184 نسمة وعدد المساكن 44 مسكن. لغة سكان تشابان العلياء هي اللغة الكردية و هم من أهل السنة والجماعة والمذهب الشافعي.